# The Serpentine Offering
«The Serpentine Offering» es un sencillo del trabajo discográfico In sorte Diaboli de la banda europea Dimmu Borgir, lanzado el 24 de abril de 2007. Se trata del primer sencillo seleccionado por el grupo para el álbum y contó con la participación del director sueco Patric Ullaeus, quien ganó un premio Spellemannprisen por el vídeo de la canción.
La canción fue un éxito en varios países de Europa al momento del lanzamiento, según Nuclear Blast. El vídeo de la canción ganó el premio Spellemannprisen en la categoría de vídeo musical del año en 2007.
Todas las canciones contienen una temática situada en la Europa medieval. El video musical comienza cuando una cruzada cristiana ataca a un pueblo lituano. Después se aprecia a un asistente de un sacerdote, que se muestra indignado por los hechos. Más tarde, la cruzada encuentra a una mujer que dio a luz; ésta se refugia en un granero, y le prenden fuego para asesinarla. Al ver la situación, el asistente del sacerdote se quita su pendiente y lo arroja al suelo; esto simboliza su rechazo al cristianismo. Al final del video, el asistente se asocia con el pueblo lituano y derroca a la cruzada.

## Canciones

### Versión europea
1. «The Serpentine Offering» (Versión álbum) – 5:09
2. «The Serpentine Offering» (Versión sencillo) – 3:37
3. «The Serpentine Offering» (Versión instrumental) - 5:11

### Versión norteamericana
1. «The Serpentine Offering» (Versión álbum) – 5:09
2. «The Serpentine Offering» (Versión sencillo) – 3:37
3. «The Heretic Hammer» (Versión instrumental) - 4:37

### Versión 7"
1. «The Serpentine Offering» (Versión sencillo) – 3:37
2. «The Serpentine Offering» (Versión instrumental) - 5:11

### Versión promocional
1. «The Serpentine Offering» (Video Edit) – 4:42